# Pankaj Mishra

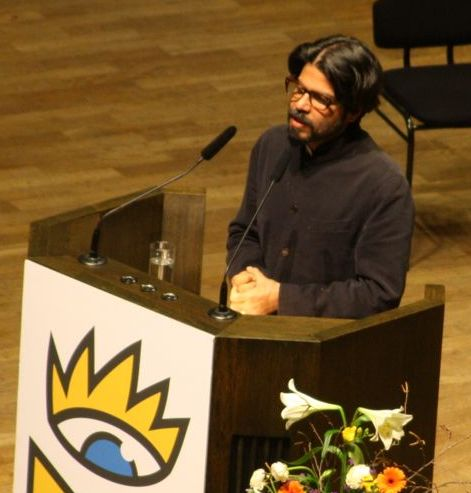
Pankaj Mishra ontving in 2014 de Leipziger Buchpreis zur Europäischen Verständigung

Pankaj Mishra (1968, Jhansi, India) is een Indiaas schrijver, journalist en essayist.

## Levensloop
In 1992 verhuisde hij naar Mashobra, een dorp in de Himalaya, waar hij begon met het publiceren van literaire essays en boekbesprekingen in The Indian Review of Books, The India Magazine, en de krant The Pioneer. 
Pankaj Mishra verdeelt zijn tijd tussen Londen, New Delhi, een dorpje in de Himalaya en het Wellesley College in de Verenigde Staten, waar hij elk jaar een aantal weken lesgeeft. Mishra studeerde handelswetenschappen aan de Universiteit van Allahabad en Engelse Letterkunde aan de Nehru-universiteit in New Delhi. 
In 2014 ontving Pankaj Mishra in Leipzig de Leipziger Buchpreis zur Europäischen Verständigung.

## Werken
Zijn eerste boek was Butter Chicken in Ludhiana: Travels in Small Town India (1995), een reisverhaal dat de sociale en culturele veranderingen in India in de nieuwe context van globalisering beschreef. Zijn roman The Romantics (2000), een ironische vertelling over mensen die verlangen naar vervulling in culturen die niet de hunne zijn, werd gepubliceerd in elf Europese talen en won de Los Angeles Times Art Seidenbaum prijs voor eerste fictie. 
In het boek An End to Suffering: The Buddha in the World (2004) vermengt memoires, geschiedenis en filosofie in een poging om de relevantie van de Boeddha voor de huidige tijd te onderzoeken. In Temptations of the West: How to be Modern in India, Pakistan and Beyond (2006) beschrijft Mishra's reizen door Kasjmir, Bollywood, Afghanistan, Tibet, Nepal, en andere delen van Zuid- en Centraal Azië, over de veranderingen onder druk van de Westerse moderniteit, en over de paradoxen van globalisering. 
Tijd van woede (2017) behandelt eveneens de globalisering en de wereldwijde opkomst van ressentiment als krachtige politieke emotie. Mishra verklaart dit ressentiment vanuit de niet-ingeloste en tegenstrijdige beloften van kapitalisme (rijkdom, vooruitgang) en democratie (gelijkheid). Hij legt verbanden tussen het islamitisch terrorisme, de verkiezing van populisten als Modi en Trump en de etnische zuivering van Myanmar door boeddhistische extremisten; en hij vergelijkt deze met het anarchistisch terrorisme en nihilisme als reactie op het liberale laatnegentiende-eeuwse Europa en Amerika.